# Нун (міфологія)
Нун (давн.-єг. «nwn» [Naun] — вода) — початкове давньоєгипетське космічне божество, уособлення первинного водного хаосу. Первісний океан, що існував на початку часів, із якого вийшов Ра і почав творення світу Атум. 

## Міфологія
Стародавні єгиптяни уявляли собі океанічну безодню Нун як першоматерію, він складався з трьох іпостасей, з якого виникло все живе.

Разом зі своєю дружиною-продовженням Наунет (давн.-єгип. Nwn.t) були покровителями розливу Нілу, а також зимового сонцестояння й сезону дощів у Дельті. Нун і Наунет (втілення неба, по якому сонце пливе вночі) перші з богів Гермопольської Огдоади. Від них походить Атум, її глава. Нуна вважали батьком Хапі, Хнума й Хепрі. У Мемфісі його ототожнювали з Птахом, а в місті Фіви — з Амоном.

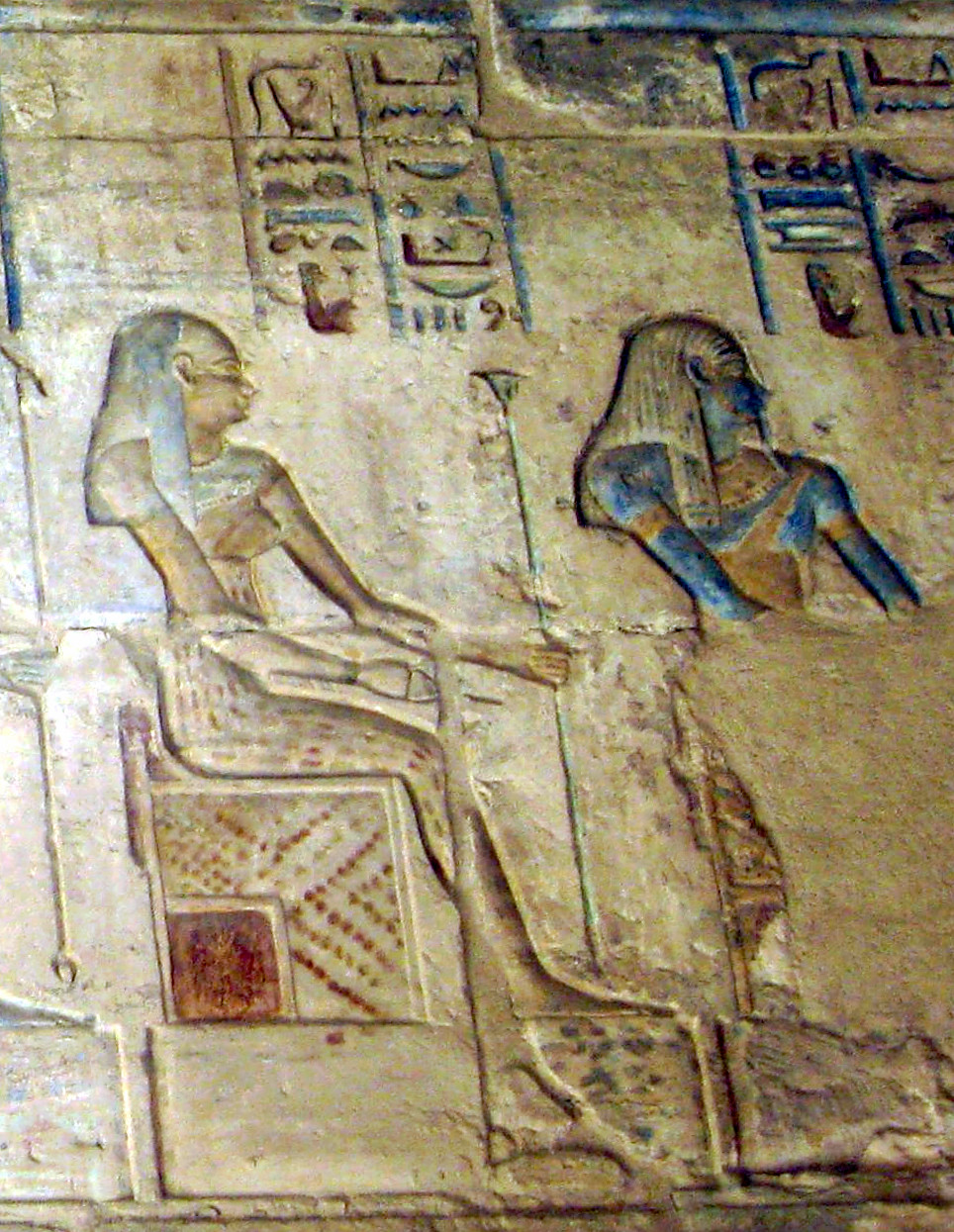
Наунет і Нун

## Опис
Нун зображувався в антропоморфній формі, тіло якого заповнює водяна брижа, та тримає надсічену пальмову гілку. Також він зображувався в вигляді людиноподібного чоловічого божества з головою жаби, тримаючи сонячний атет або диск, якого можна побачити в Осіріоні.
Під час Пізнього періоду, коли Єгипет був окупований іноземними державами, негативний аспект Нун (тобто хаос) став домінуючим сприйняттям, відображаючи сили безладу, що почалися в Єгипті.